# Borušov
Borušov (en allemand : Pohres) est une commune du district de Svitavy, dans la région de Pardubice, en République tchèque. Sa population s'élevait à 167 habitants en 2024.

## Géographie
Borušov se trouve à 7 km au nord-est de Moravská Třebová, à 20 km à l'est de Svitavy, à 75 km au sud-est de Pardubice et à 169 km à l'est-sud-est de Prague.
La commune est limitée par Staré Město à l'ouest et au nord, par Maletín, Mírov et Mohelnice à l'est, par Gruna au sud, et par Dětřichov u Moravské Třebové à l'ouest.

## Administration
La commune se compose de trois sections :
- Borušov
- Prklišov
- Svojanov

## Histoire
La première mention écrite du village date de 1398.

## Transports
Par la route, Borušov se trouve à 6,5 km de Moravská Třebová, à 30 km de Svitavy, à 91 km de Pardubice et à 205 km de Prague. 